# Avant-première
Pour l'émission télévisée de France 2, voir Avant-premières.
 (mars 2022).
Si vous disposez d'ouvrages ou d'articles de référence ou si vous connaissez des sites web de qualité traitant du thème abordé ici, merci de compléter l'article en donnant les références utiles à sa vérifiabilité et en les liant à la section « Notes et références ».
Au cinéma ou au théâtre, une avant-première (parfois abrégée en première) est un événement promotionnel consistant respectivement, selon le domaine artistique, à projeter un film ou jouer une pièce de théâtre avant la « première séance » des salles tout public, c'est-à-dire avant le début officiel de l'exploitation commerciale. Cette expression prend une autre signification à la télévision, où elle désigne généralement la diffusion, pour une nouvelle série télévisée, d'un épisode de lancement tel un teaser ou un pilote.

## Au cinéma et au théâtre

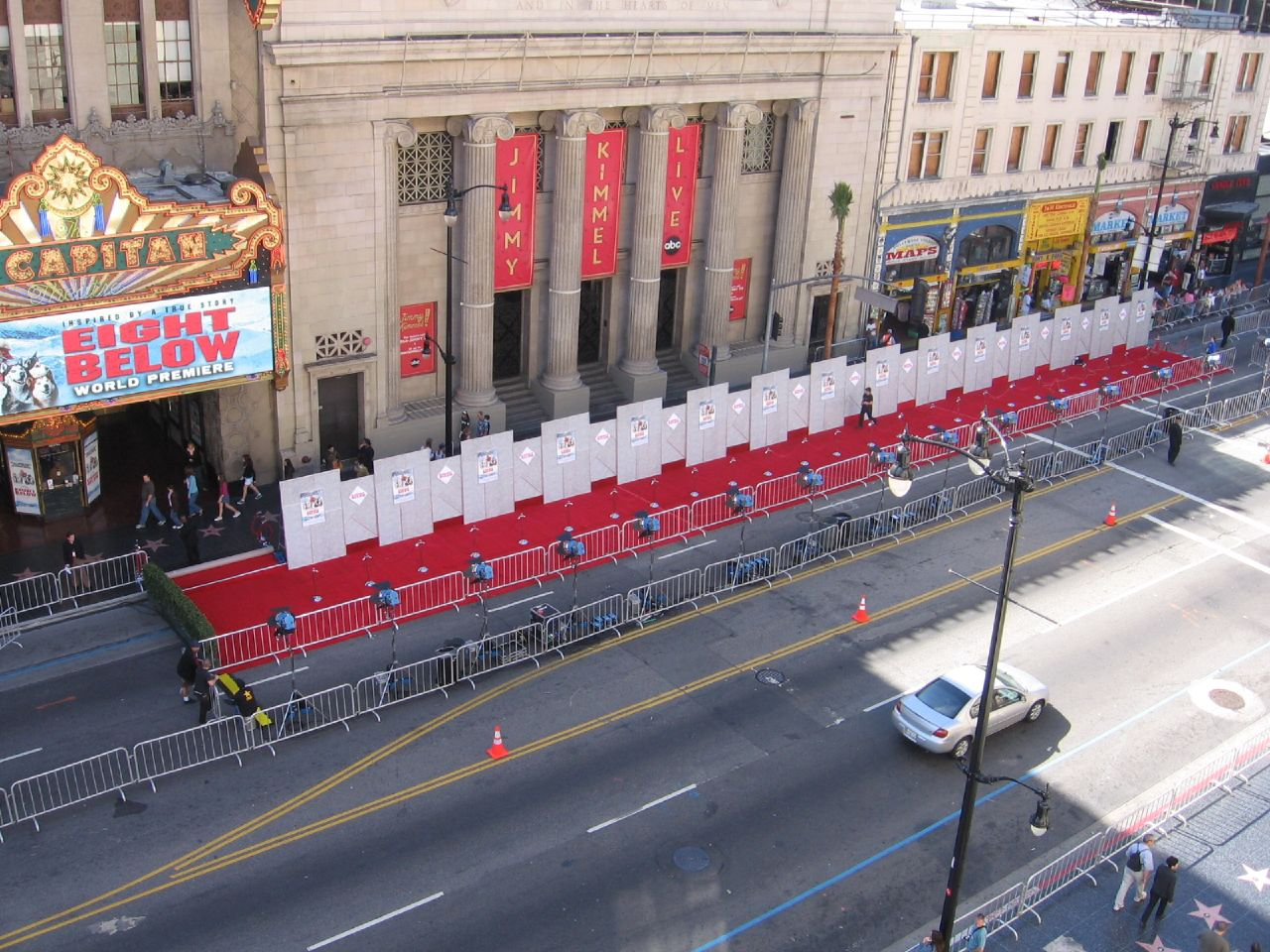
Préparation d'une avant-première au El Capitan Theatre sur Hollywood Boulevard.

Il s'agit généralement de rassembler des partenaires commerciaux, des critiques et/ou des vedettes pour leur présenter l'œuvre et recueillir leurs impressions, tout en attirant l'attention du public sur la sortie prochaine par une manifestation médiatisée.
Depuis les débuts de l'industrialisation du cinéma, dans les premières décennies du XXe siècle, les avant-premières sont devenues un passage obligé pour de nombreux acteurs pour s'assurer une bonne visibilité et ainsi lancer ou assurer la continuité de leur carrière artistique. Selon l'historien contemporain Raymond Betts, l'inventeur de l'avant-première « moderne », impliquant d'importants moyens financiers serait Sid Grauman, propriétaire du célèbre théâtre chinois à Los Angeles.
L'avant-première peut avoir lieu au cours d'un festival de théâtre ou de cinéma, événement généralement lui-même très médiatisé tel que le Festival de Cannes.
Il faut distinguer l'avant-première de la « première mondiale », qui désigne la sortie, en exclusivité nationale, d'une œuvre cinématographique. Ainsi, de nombreux films sortent d'abord dans leur pays de production avant d'être sous-titrés ou doublés pour d'autres pays, avec parfois plusieurs mois de retard.[pas clair]

### Historique
À la fin des années 2000, des avant-premières exclusives apparaissent dans les cinémas français sur un très grand nombre de salles, dans une seule et même région. Cela concerne les films à connotation régionale comme Bienvenue chez les Ch'tis et Rien à déclarer (Nord), Le Fils à Jo (Sud-Ouest), L'Enquête corse (Corse), Mariage chez les Bodin's (Centre). Ainsi les distributeurs testent leurs comédies provinciales sur un public bien souvent conquis, puisque sans doute heureux d'être flatté du double intérêt qu'on leur porte (film et exclusivité). La bonne réception devient ensuite un argument de promotion pour la sortie nationale.

## À la télévision
L'avant-première est généralement à prendre au sens figuré dans le domaine de la télévision, puisqu'il s'agit le plus souvent d'une première diffusion à grande échelle. Bien qu'il ne s'agisse alors pas de viser un échantillon restreint de téléspectateurs privilégiés, la finalité reste de s'attirer un maximum d'audience en diffusant un épisode qui accrochera le public à toute une série.
Le marketing utilise abondamment le terme « avant-première » lorsqu'une série, téléfilm ou film est diffusé sur une chaîne par câble ou satellite avant d'être diffusé sur les chaînes hertziennes. La publicité faite autour de l'évènement sert tout autant à fidéliser une clientèle qu'à en conquérir une nouvelle, en communiquant, dans les deux cas, sur le privilège que constitue la possibilité de voir une œuvre chez soi, avant la majorité de la population.
Cette approche du terme est toutefois à relativiser, dans le sens où de nombreux producteurs de programmes audiovisuels destinés à la télévision (en particulier de documentaires) organisent bien des avant-premières dans des salles de cinéma privées. Ces projections (à partir de support Betacam SP ou Betanum) prennent place dans les semaines précédant la télédiffusion. Le public de ces projections est exclusivement composé d'invités tels que l'équipe du film, l'équipe de production et quelques partenaires.